# Mellette
Ne doit pas être confondu avec Comté de Mellette.
Mellette est une municipalité américaine située dans le comté de Spink, dans l'État du Dakota du Sud. Selon le recensement de 2010, elle compte 210 habitants. La municipalité s'étend sur 0,26 milles carrés (0,67 km2).

## Histoire
Fondée en 1878, la ville est nommée en l'honneur du premier gouverneur de l'État, Arthur C. Mellette (en).

## Démographie
| 1890 | 1900 | 1910 | 1920 | 1930 | 1940 |
| ---- | ---- | ---- | ---- | ---- | ---- |
| 241  | 354  | 472  | 507  | 363  | 332  |

| 1950 | 1960 | 1970 | 1980 | 1990 | 2000 |
| ---- | ---- | ---- | ---- | ---- | ---- |
| 250  | 208  | 199  | 192  | 184  | 248  |

| 2010 | - | - | - | - | - |
| ---- | - | - | - | - | - |
| 210  | - | - | - | - | - |